# 大都會廣場
大都會廣場（City Plaza）是一座位於臺灣新北市淡水區的小型購物中心，營業面積約3,000坪，主力核心店為Uniqlo、NET及各式主題餐廳，前身為2012年開業的名統百貨。

## 歷史

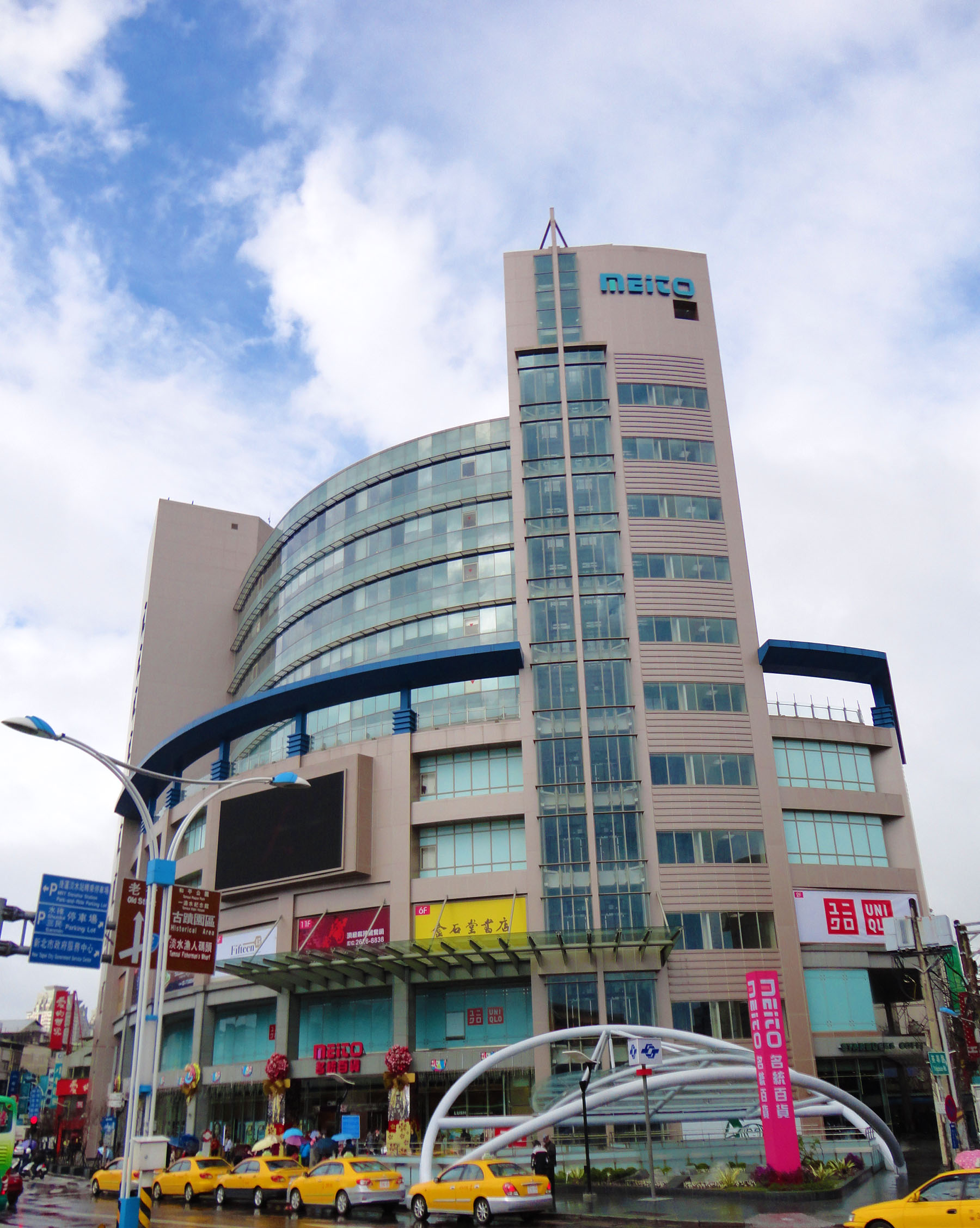
名統百貨時期（2013年1月）

大都會廣場所在的基地屬於台北市政府捷運工程局的聯合開發案，原本誠品意欲借重淡水的觀光人潮並主攻陸客群，計劃在此開發大都會109誠品商業大樓，但籌備後期誠品團隊退出，後改由名統建設、威力建設投資成立名統百貨，於2012年11月17日開始試營，12月5日正式開幕，為新北市淡水區首家百貨公司。
2014年9月26日，名統百貨由於財困、拖欠貸款等問題結業，僅剩二樓UNIQLO、部分餐廳繼續營業。
2015年1月，因與名統百貨協商不成，傳出餐廳臨時通知消費者將結束營業，原有訂位須取消之事件。
2015年6月，由大都會廣場接手經營至今。

## 樓層簡介
| 樓層 | 樓層用途                                                       |
| ---- | -------------------------------------------------------------- |
| 11F  | 明水然·樂 無菜單鐵板燒                                         |
| 10F  | 瓦城泰統集團-瓦城泰國料理 薩莉亞Saizeriya                      |
| 9F   | 瓦城泰統集團-1010湘湖南料理餐廳 兩餐韓國年糕火鍋               |
| 8F   | 勝博殿日式豬排 魔法咖哩Magic curry                             |
| 7F   | 雀客快捷                                                       |
| 6F   | 貳樓 荖子鍋                                                    |
| 5F   | 悠遊食代UrStyle 藏壽司 YAYOI彌生軒 夫婦乾杯                    |
| 4F   | 悠遊食代UrStyle 湯姆熊歡樂世界                                 |
| 3F   | 王品集團-西堤牛排TASTY 王品集團-石二鍋 時尚生活館(萬德利、LCY) |
| 2F   | UNIQLO                                                         |
| 1F   | NET OWNDAYS眼鏡                                                |
| B1   | NET                                                            |
| B2   | 地下停車場                                                     |
| B3   | 地下停車場                                                     |
| B4   | 地下停車場                                                     |

## 外部連結
- （繁體中文）（简体中文）大都會廣場 （页面存档备份，存于）
- 台灣公司資料 （页面存档备份，存于）
- 大都會廣場的Facebook專頁